# FC Gorodeya
FC Gorodeya foi uma equipe bielorrussa de futebol com sede em Haradzeya. Disputava a primeira divisão da Bielorrússia (Vysshaya Liga).
Mandava seus jogos no Gorodeya Stadium, que possui capacidade para 1.020 espectadores.

## História
O FC Gorodeya foi fundado em 2004.